# Armbågetjärnen (Särna socken, Dalarna)
Armbågetjärnen är en sjö i Älvdalens kommun i Dalarna och ingår i Dalälvens huvudavrinningsområde.